# Battaglia di Nha Trang
La battaglia di Nha Trang venne combattuta nel contesto della più ampia operazione detta campagna di Ho Chi Minh, che vide prendere corpo l'offensiva finale nord vietnamita contro Saigon (Vietnam del Sud).
Il programma operativo della campagna di Ho Chi Minh prevedeva la caduta di Saigon entro il primo maggio 1975; in questo modo Hanoi intendeva evitare il monsone in arrivo ed impedire il ridispiegamento delle forze del sud a difesa della loro capitale. Il morale delle forze comuniste del nord era amplificato dalle loro recenti vittorie, dove conquistarono appunto Nha Trang, Cam Ranh e Da Lat. Il Generale Phu allora affrontò la monumentale operazione di spostamento di una colonna di truppe, attrezzature e veicoli lungo una strada in gran parte sconosciuta circa 160 miglia attraverso le montagne e le giungle degli altopiani verso Nha Trang per tentare un contrattacco.
Durante la caduta di Đà Nẵng nel marzo 1975, nessuna battaglia lanciata era stata combattuta e molte truppe sud-vietnamite disposte intorno e dentro la città non avevano nemmeno alzato i fucili per difendersi. In rapida successione, i pochi centri di resistenza sud-vietnamita restanti lungo la linea costiera caddero uno dopo l'altro; Quảng Ngãi il 24 marzo; Quy Nhơn e Nha Trang il 1º aprile; la baia di Cam Ranh il 3 aprile. Dopo aver ancora una volta abbandonato le sue truppe a Nha Trang, il Generale sud-vietnamita Phu si suicidò a Saigon il 30 aprile 1975, quando le forze nord-viet con gli alleati vietcong vi entrarono trionfalmente. La capitale del sud venne quindi ribattezzata Ho Chi Minh e la Guerra del Vietnam finì.